# Oratori di Conegliano
Nel centro storico di Conegliano esistono numerosi oratori, architetture religiose di piccole dimensioni profondamente legate alla storia della città e al culto popolare.

## Oratorio dell'Annunziata

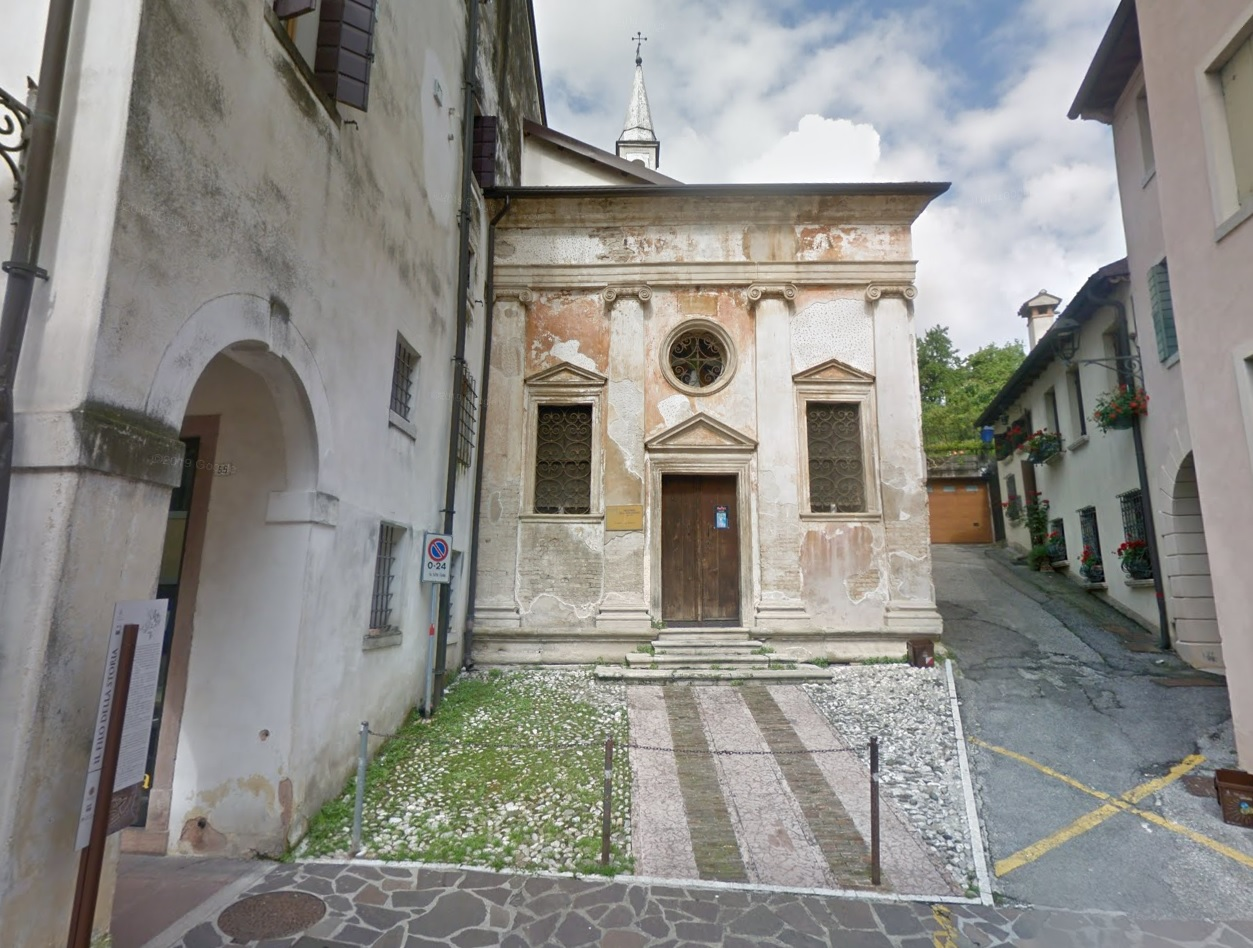
Oratorio dell'Annunziata

L'oratorio dell'Annunziata è un edificio di piccole dimensioni con facciata di forma quadrata, ubicato in Contrada Granda, poco dietro Porta Monticano. Esso, oggi sconsacrato e chiuso da anni, si trova in posizione rialzata, all'imbocco della Calle degli Asini, antico e impervio vicolo che conduce al Castello di Conegliano. Tale oratorio nasceva nel XV secolo come cappella privata dell'annesso Palazzo Graziani, per volontà della famiglia.
Le condizioni attuali non sono buone, tuttavia l'edificio mostra ancora con una certa eleganza di forme, con la sua facciata tripartita da quattro lesene ioniche terminanti sull'architrave, sopra la quale campeggia una scritta oramai indecifrabile.
La forometria del prospetto principale consta di quattro aperture: il portale rettangolare con timpano al centro, sovrastato da un rosone; ai lati due ampie monofore rettangolari e timpanate.
Dietro l'edificio si innalza una piccola cella campanaria dalla caratteristica terminazione a punta, con monofore a tutto sesto sui quattro lati.

## Oratorio dell'Assunta
Situato in piazza Cima è parte integrante di palazzo Da Collo, le sue forme sono scandite da quattro colonne di ordine dorico, che la tripartiscono, formando un settore centrale contenente un piccolo rosone e il portale timpanato; l'interno è un'unica aula, oggi sconsacrata: tale ambiente era adibito a ospitare le sepolture di numerosi esponenti dei Da Collo.

## Oratorio della Beata Vergine della Salute

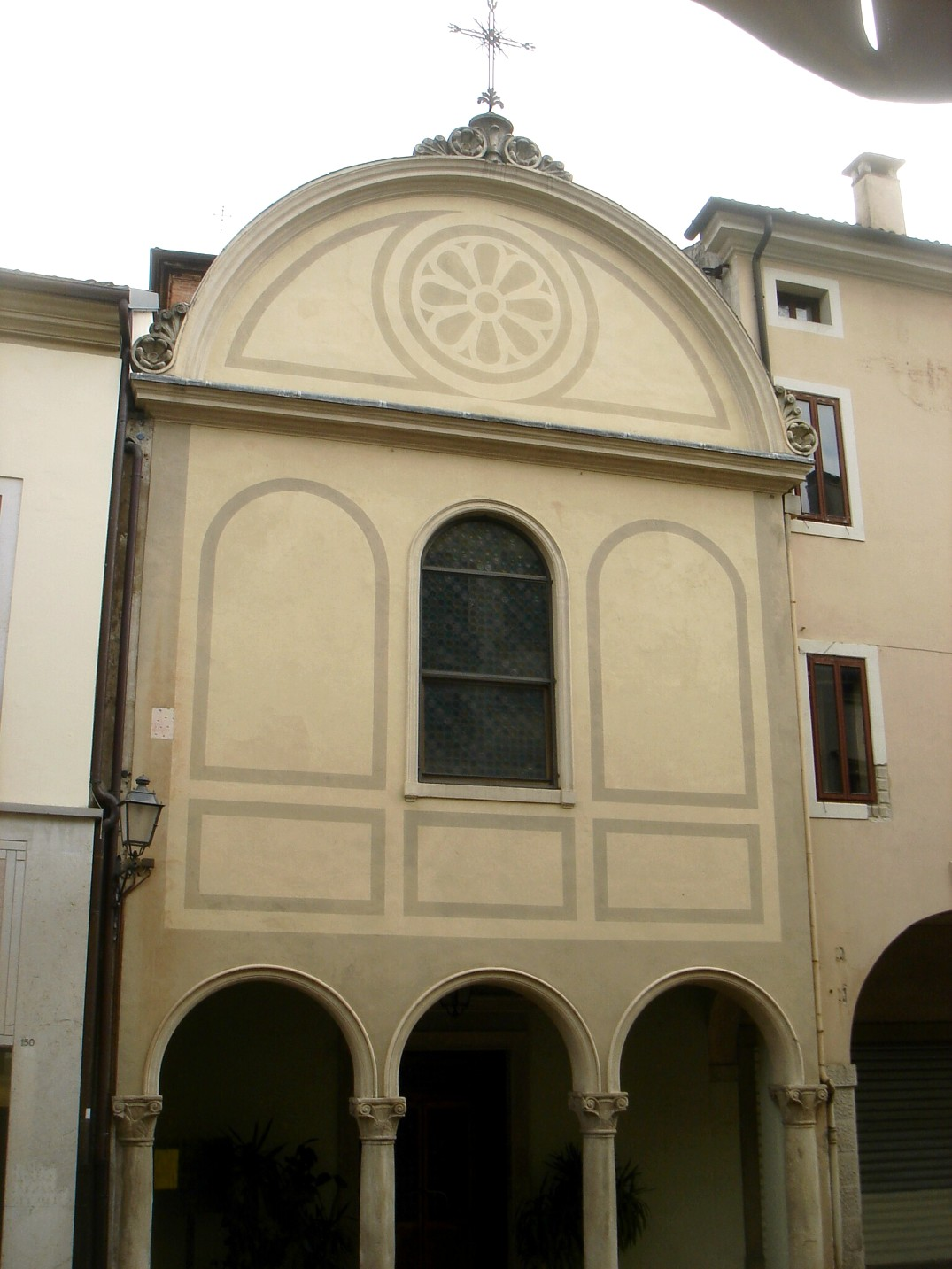
Facciata della Madonna della Salute in Contrada

Quello della Vergine della Salute è un oratorio di grandi dimensioni, incastonato tra le facciate della Contrada Granda, attualmente vicino a Palazzo Montalban nuovo; ed è proprio a questo nome che la costruzione votiva si lega, in quanto fu il nobile Rinaldo Montalban, causa la stessa peste per la quale fu costruita San Rocco, che ne volle l'erezione. 
Esternamente l'oratorio si presenta con un frontone arcuato con cornice barocca, all'interno del quale è dipinto un rosone. Sotto, una monofora occupa il centro della facciata, mentre la parte bassa è aperta da un portico di tre archi a tutto sesto, dal quale si vede il portale rettangolare, con cornice lapidea.

Dentro, l'oratorio conserva una tela del Seicento con Madonna incoronata dagli angeli, posta sopra un altare coevo.

## Oratorio della Madonna della Neve

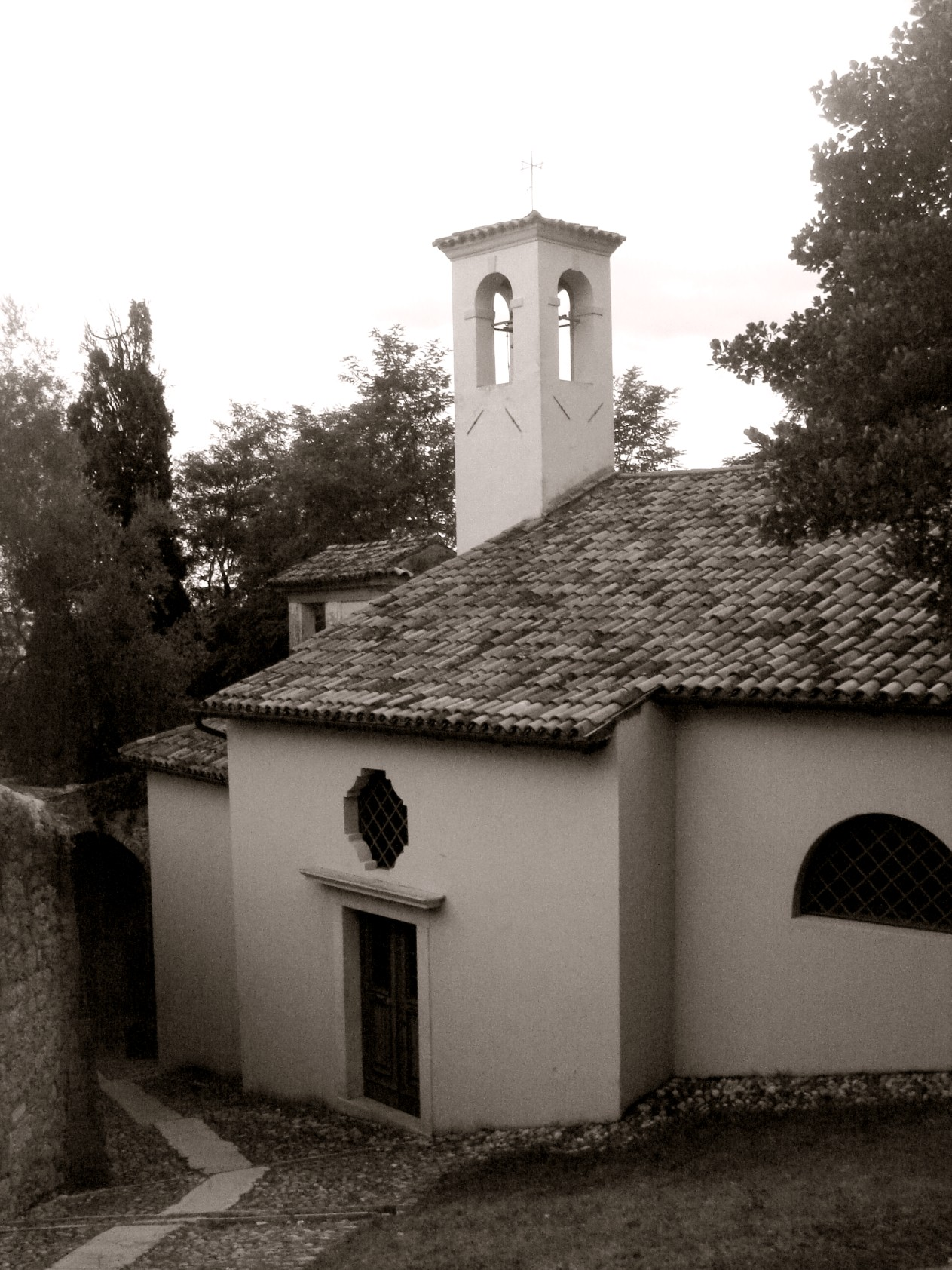
Oratorio della Madonna della Neve

L'oratorio della Madonna della Neve è un piccolo tempio situato sulla parte alta della Salita della Castagnera, ossia all'interno della cinta muraria trecentesca e a ridosso di essa. Edificio del Cinquecento, si trova a metà strada nel percorso pedonale che ancora oggi collega la Contrada Granda col Castello: per questa posizione strategica, la chiesetta è stata, almeno fino all'Ottocento, un luogo di culto molto frequentato dalla comunità e dai pellegrini che vi passavano. Nel Novecento però cadde in una profonda decadenza, dalla quale si risollevò solamente nell'ultimo decennio del secolo, quando, adottata degli Alpini di Conegliano, fu restaurata completamente.
Esternamente, l'edificio si mostra incorporato nelle mura, con la piccola facciata che guarda verso la città; ha due ingressi, di cui uno laterale. Sulla sommità, centralmente, spicca un esile campanile romanico con quattro monofore. 
All'interno sono riaffiorati, proprio nell'ultimo restauro, alcuni affreschi rinascimentali. Uno più antico e posto al centro della piccola navata, databile XV secolo e attribuito a Giovanni Antonio da Meschio, rappresenta Madonna del Latte: al centro la Vergine porge il seno al Bambin Gesù, mentre sopra e ai lati angeli e putti (alcuni suonanti), si muovono in un contesto celeste.
Gli altri affreschi, databili nel primo Cinquecento, nei quali si è vista la mano di Francesco Beccaruzzi, sono in condizioni non ottimali.

## Oratorio di Santa Caterina d'Alessandria e Ca' di Dio
Situato in via Garibaldi, l'Oratorio di Santa Caterina è un edificio sacro molto antico: le sue origini vanno ricercate nel XIII secolo, quando iniziò a fungere da ospizio per i poveri e i pellegrini, ossia la Ca' di Dio. La cappella attuale risale però al Quattrocento, secolo in cui era sotto la tutela dei Battuti, che la dirigeranno, assieme all'ospizio (convertito in ospedale nel 1782) fino alle repressioni napoleoniche. Successivamente il complesso fu ampliato, per essere adibito all'inglorioso ruolo di caserma. Molti edifici furono abbattuti nel Novecento, dei quali sopravvivono la chiesetta e parte dell'antico ospizio.
Oggi la chiesa, con facciata a capanna, conserva il portale originale con una bianca cornice lavorata, mentre dentro è stato vittima di decadenza e rimaneggiamenti. L'oratorio è dotato di un minuscolo campanile a vela.
All'abside della chiesa è legata la struttura a due piani della Ca' Di Dio, con archi a tutto sesto.